# Брентеле (Тревизо)
Брентеле је насеље у Италији у округу Тревизо, региону Венето.
Према процени из 2011. у насељу је живело 243 становника. Насеље се налази на надморској висини од 61 м.